# Petrophile shuttleworthiana
Petrophile shuttleworthiana är en tvåhjärtbladig växtart som beskrevs av Meissn.. Petrophile shuttleworthiana ingår i släktet Petrophile och familjen Proteaceae. Inga underarter finns listade i Catalogue of Life.